# Erste Liga 2008-2009
La Erste Liga 2008-2009 (ufficialmente ADEG Erste Liga) è la 35ª edizione del campionato di calcio austriaco di seconda divisione. La stagione è iniziata l'11 luglio 2008 ed è terminata il 29 maggio 2009. La pausa invernale è stata dal 29 novembre 2008 al 6 marzo 2009.
Il Kapfenberger SV è la squadra campione in carica e promossa in Bundesliga, il Wacker Innsbruck la retrocessa dalla Bundesliga, le neopromosse dalla Regionalliga sono St. Pölten, Vöcklabruck e Grödig.

## Regolamento
Le squadre si affrontano in un doppio girone d'andata e uno singolo di ritorno, per un totale di 33 giornate.
La squadra campione verrà promossa in Bundesliga per la stagione 2009-2010.
Le ultime tre classificate retrocedono in Regionalliga.

## Squadre partecipanti
| Club              | Città            | Stadio                 | Capacità | Stagione 2007-2008             |
| ----------------- | ---------------- | ---------------------- | -------- | ------------------------------ |
| Admira Wacker M.  | Maria Enzersdorf | Bundesstadion Südstadt | 12.000   | 9º posto in Erste Liga         |
| Austria Lustenau  | Lustenau         | Reichshofstadion       | 8.500    | 3º posto in Erste Liga         |
| Austria Vienna II | Vienna           | Franz Horr             | 11.800   | 5º posto in Erste Liga         |
| Gratkorn          | Gratkorn         | Gratkorn               | 3.000    | 2º posto in Erste Liga         |
| Grödig            | Grödig           | Untersberg             | 1.500    | 1º posto in Regionalliga West  |
| Lustenau 07       | Lustenau         | Reichshofstadion       | 8.500    | 4º posto in Erste Liga         |
| Salisburgo II     | Salisburgo       | Wals-Siezenheim        | 31.000   | 6º posto in Erste Liga         |
| St. Pölten        | Sankt Pölten     | Voithplatz             | 8.000    | 1º posto in Regionalliga Ost   |
| Vöcklabruck       | Vöcklabruck      | Voralpenstadion        | 5.000    | 1º posto in Regionalliga Mitte |
| Wacker Innsbruck  | Innsbruck        | Tivoli-Neu             | 30.000   | 10º posto in Bundesliga        |
| Wiener Neustadt   | Wiener Neustadt  | Wiener Neustädter      | 10.000   | Prima stagione.                |

## Classifica
| Pos | Squadra           | G  | V  | N  | P  | GF | GS | GD  | Pti |
| --- | ----------------- | -- | -- | -- | -- | -- | -- | --- | --- |
| 1   | Wiener Neustadt   | 33 | 21 | 6  | 6  | 65 | 29 | +37 | 69  |
| 2   | Wacker Innsbruck  | 33 | 18 | 8  | 7  | 65 | 44 | +21 | 62  |
| 3   | Admira Wacker M.  | 33 | 18 | 6  | 9  | 55 | 36 | +19 | 60  |
| 4   | Austria Lustenau  | 33 | 14 | 6  | 13 | 52 | 47 | +5  | 48  |
| 5   | St. Pölten        | 33 | 13 | 8  | 12 | 51 | 46 | +5  | 46  |
| 6   | Austria Vienna II | 33 | 13 | 6  | 14 | 44 | 43 | +1  | 45  |
| 7   | Salisburgo II     | 33 | 12 | 7  | 14 | 41 | 56 | –15 | 43  |
| 8   | Gratkorn          | 33 | 11 | 7  | 15 | 39 | 55 | –16 | 40  |
| 9   | Lustenau 07       | 33 | 9  | 11 | 13 | 34 | 37 | –3  | 38  |
| 10  | Grödig            | 33 | 9  | 8  | 16 | 37 | 52 | –15 | 35  |
| 11  | Leoben            | 33 | 8  | 8  | 17 | 30 | 55 | –25 | 32  |
| 12  | Vöcklabruck       | 33 | 7  | 9  | 17 | 40 | 56 | –16 | 30  |

## Verdetti
- Wiener Neustadt promosso in Bundesliga 2009-2010.
- Grödig,  Leoben e  Vöcklabruck retrocesse in Regionalliga 2009-2010.